# Friuli Aquileia Sauvignon superiore
Il Friuli Aquileia Sauvignon superiore è un vino DOC la cui produzione è consentita nella provincia di Udine.

## Caratteristiche organolettiche
- colore: giallo paglierino scarico.
- odore: delicato caratteristico.
- sapore: asciutto, armonico.

## Produzione
Provincia, stagione, volume in ettolitri
- nessun dato disponibile